# 哈妮蕾夢
哈妮蕾夢（英語：Honey Lemon），本名宮崎 愛子（Aiko Miyazaki，宮崎あいこ），是漫威漫畫中的虛構超級英雄角色，由史蒂文·T·塞格爾和鄧肯·魯洛共同創作。哈妮蕾夢首次於《太陽火與大英雄天團》#1中登場，一名性格開朗並以手袋中拿出各種道具戰鬥和支援的金髮女生。

## 其他媒體

### 電影
在改編電影中，哈妮蕾夢由珍妮西斯·羅德里格茲配音。哈妮蕾夢在舊京山技術研究所被描述為是一個古怪的化學高手。她的種族也被改為拉丁美洲，而且可以聽出她愛聽西班牙語音樂。

### 電視
在電視影集中，羅德里格茲回歸聲演角色。

## 外部連結
- Honey Lemon（页面存档备份，存于） 漫畫書數據庫